# Обайдулла Ахунд
Мулла Обайдулла Ахунд (пушту ملا عبيدالله آخوند‎; около 1968, Панджваи, Кандагар — 5 марта 2010, Карачи) — афганский религиозный и политический деятель, один из наиболее высокопоставленных членов движения «Талибан».
Вплоть до военной интервенции США и их союзников в Афганистан в 2001 году считался третьим по важности[прояснить] человеком в правительстве талибов, где он занимал пост министра обороны. После свержения режима талибов командовал силами повстанцев, которые вели террористическую деятельность против войск США и НАТО, а также сил нового афганского правительства.
В конце 2001 — начале 2002 года Обайдулла сдался войскам Северного альянса, вскоре был амнистирован.
В 2007 году был арестован пакистанскими силами безопасности и умер, находясь в заключении.